# Pogonocherus inermicollis
Pogonocherus inermicollis är en skalbaggsart som beskrevs av Edmund Reitter 1894. Pogonocherus inermicollis ingår i släktet Pogonocherus och familjen långhorningar. Inga underarter finns listade i Catalogue of Life.